# Celia Ould Mohand
 (septembre 2021).
La mise en forme du texte ne suit pas les recommandations de Wikipédia : il faut le « wikifier ».
Les points d'amélioration suivants sont les cas les plus fréquents :
- Les titres sont pré-formatés par le logiciel. Ils ne sont ni en capitales, ni en gras.
- Le texte ne doit pas être écrit en capitales (les noms de famille non plus), ni en gras, ni en italique, ni en « petit »…
- Le gras n'est utilisé que pour surligner le titre de l'article dans l'introduction, une seule fois.
- L'italique est rarement utilisé : mots en langue étrangère, titres d'œuvres, noms de bateaux, etc.
- Les citations ne sont pas en italique mais en corps de texte normal. Elles sont entourées par des guillemets français : « et ».
- Les listes à puces sont à éviter, des paragraphes rédigés étant largement préférés. Les tableaux sont à réserver à la présentation de données structurées (résultats, etc.).
- Les appels de note de bas de page (petits chiffres en exposant, introduits par l'outil «  Source ») sont à placer entre la fin de phrase et le point final[comme ça].
- Les liens internes (vers d'autres articles de Wikipédia) sont à choisir avec parcimonie. Créez des liens vers des articles approfondissant le sujet. Les termes génériques sans rapport avec le sujet sont à éviter, ainsi que les répétitions de liens vers un même terme.
- Les liens externes sont à placer uniquement dans une section « Liens externes », à la fin de l'article. Ces liens sont à choisir avec parcimonie suivant les règles définies. Si un lien sert de source à l'article, son insertion dans le texte est à faire par les notes de bas de page.
- La présentation des références doit suivre les conventions bibliographiques. Il est recommandé d'utiliser les modèles {{Ouvrage}}, {{Chapitre}}, {{Article}}, {{Lien web}} et/ou {{Bibliographie}}. Le mode d'édition visuel peut mettre en forme automatiquement les références.
- Insérer une infobox (cadre d'informations à droite) n'est pas obligatoire pour parachever la mise en page.

Pour une aide détaillée, merci de consulter Aide:Wikification.
Si vous pensez que ces points ont été résolus, vous pouvez retirer ce bandeau et améliorer la mise en forme d'un autre article.
Celia Ould Mohand (en tamazight : ⵙⵉⵍⵢⴰ ⵡⵍⴻⴷ ⵎⵓⵃⴻⵏⴷ, en arabe : سيليا ولد محند) est une chanteuse algérienne, d’expression kabyle et arabe, née le 25 février 2000 à Oran et originaire du village de Ait Daoud dans la wilaya de Tizi Ouzou.

## Biographie
Issue d’une famille kabyle d’Oran, elle s’est intéressée à la musique dès son jeune âge (5-6 ans). Ses parents l’encouragent dès ses débuts, et l’inscrivent au conservatoire Ahmed-Wahbi d’Oran, afin d’apprendre les bases du solfège et à jouer du violon et d’autres instruments comme l’oud et la guitare.
Elle fait partie de cette jeunesse qui revisite la musique traditionnelle kabyle, en interprétant les œuvres des grands chanteurs tels que Slimane Azem, Idir, Matoub Lounes, Takfarinas. Mais elle interprète aussi d’autres styles parmi lesquels on retrouve le chaâbi, avec une reprise des titres des grands maîtres de ce genre comme Dahmane El Harrachi, ainsi que les grands classiques de la musique andalouse, qu’elle découvre à l’association de musique andalouse Ennahda, en parallèle avec ses cours au conservatoire.
Elle fait très tôt de nombreuses montées sur scènes, et elle participe à plusieurs compétitions et à des manifestations culturelles nationales ou régionales à Oran, à Alger et en Kabylie. Le public la découvre en Kabylie à l'âge de 12 ans, et l’acclame pour ses performances vocales, ses talents d'instrumentiste et son audace de s’attaquer à des morceaux difficiles.
Elle est portée par l'oreille bienveillante de ses fans, qui veulent à la fois encourager les voix féminines et valoriser du patrimoine musical traditionnel.
Toutefois, à l’échelle nationale, ce n’est qu’après son passage à l’émission Alhan Wa Chabab, et avoir remporté le premier prix, lors de sa 7ème édition en 2016, que le public algérien la découvre dans le reste du territoire, alors qu’elle avait 16 ans.
Elle décline en 2016 une invitation pour participer dans le programme de télévision libanais Star Academy (Arabia). Par ses choix, elle affirme qu'elle est réceptive quant aux critiques destinées envers « l'école » Alhan Wa Chabab et envers sa personne, surtout quand celles-ci sont constructives selon elle, mais qu'elle n'écoute pas des critiques « aléatoires ».
Le 17 juillet 2025, elle annonce sur son compte Instagram s’être récemment mariée. Bien qu’elle n’ait pas révélé l’identité de son époux, elle a choisi de partager ce moment personnel avec sa communauté en exprimant sa joie.

## Prix et distinctions
- 2016 : 1er prix de la compétition télévisée Alhan Wa Chabab[5] ;
- 2015 : 1er prix du Concours national de la chanson amazighe[2] ;
- 2014 : 2e prix du Festival national de la chanson kabyle à Béjaïa[2].

## Discographie
- 2020 : Afalkou Bezru (single) ;
- 2020 : Targit (single) ;
- 2020 : A Lḥif-ik (single) ;
- 2020 : Tamurt n yitij (single) ;
- 2018 : Que toi (single).
- 2017 : Aqlalas (Reprise d'Ali Amran)